# Нафтопромислове обладнання
Нафтопромислове обладнання — обладнання, яке входить до складу нафтопромислових комплексів, становить сотні найменувань.

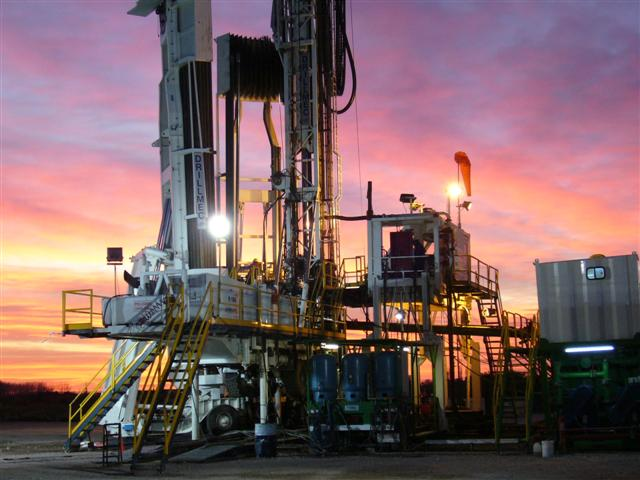
Сучасна бурова установка в Аргентині

Високі темпи розвитку нафтогазовидобувної промисловості приводять до швидкого темпу оновлення цього обладнання, а також розроблення нових типів, розмірів та конструкцій.

## Загальний опис
Розрізняють вісім груп нафтопромислового обладнання, кожна з котрих складається з декількох підгруп:
- Група А. Обладнання експлуатаційної свердловини (забезпечує нормальне функціонування експлуатаційної свердловини): — колона обсадних труб (утворює ствол свердловини та забезпечує його надійність); — колонна головка (з'єднує на усті свердловини обсадні колони в один вузол та виконує роль опори для опущених у свердловину засобів її експлуатації); — фільтри (встановлюються в зоні продуктивного пласта та забезпечують фільтрацію пластових флюїдів); — клапани-відсікачі пласта, якими оснащуються фонтануючі свердловини (встановлюються над фільтрами та запобігають її відкритому (аварійному) фонтануванню); — пакери (встановлюються в свердловині та розділяють її на окремі герметичні ділянки); — присвердловинні споруди (являють собою площадку в зоні устя свердловини і призначені для її обслуговування).
- Група Б. Обладнання для експлуатації свердловини (призначене для підйому зі свердловини пластової рідини або газу): — обладнання фонтануючої свердловини, яке дозволяє піднімати на поверхню вуглеводневу сировину та забезпечує контроль і регулювання фонтанування й оптимальний режим роботи. До його складу входять: а) підйомник;

б) фонтанна арматура;
в) маніфольд; — обладнання для газліфтної експлуатації свердловин, яке забезпечує експлуатацію свердловини шляхом подачі стисненого газу до нижньої кромки колони насосно-компресорних труб. До його складу входять: а) газліфтний підйомник з комплектом пускових і робочих клапанів;
б) газліфтна арматура, оснащена контрольно-вимірювальною апаратурою і маніфольдом;
в) компресорна станція;
г) холодильник;
д) обладнання для підготовки газу;
е) допоміжне обладнання; — запірні пристрої, котрі призначені для регулювання потоків рідини та газу, а також перекриття прохідного перерізу трубопроводів. Вони поділяються на: а) запірні пристрої;
б) дроселюючі пристрої: — насосно-компресорні труби; — штангові свердловинні насосні установки, які призначені для підйому пластової рідини за допомогою глибинного штангового насоса. До складу таких установок уходять: а) свердловинний насос;
б) колона насосних штанг;
в) гирлове обладнання;
г) наземний привод з електромеханічним або електрогідравлічним приводом;
д) допоміжне підземне обладнання; — установки занурених електровідцентрових насосів, котрі призначені для підйому пластової рідини на високодебетних свердловинах за допомогою зануреного електровідцентрового насоса. До складу таких установок входять: а) занурений привідний електричний двигун;
б) відцентровий занурений насос;
г) протектор;
д) колона насосно-компресорних труб;
е) кабель живлення;
ж) наземна система керування електричним живленням. — установки свердловинних електрогвинтових насосів, котрі призначені для експлуатації свердловин з невеликими дебетами. Конструктивно вони аналогічні електровідцентровим насосним установкам, проте замість відцентрового насоса використовується гвинтовий. Існують також установки, в котрих як привод використовують наземний електричний двигун, який через пасову передачу та колону насосних штанг передає обертовий момент на робочий гвинт заглибного насоса; — установки безштангових гідропоршневих свердловинних насосів, котрі призначені для експлуатації глибоких і похило направлених свердловин. До складу таких установок входять: а) гідропривідний свердловинний насос;
б) поверхневий силовий насос із приводом;
в) трубопровід подачі робочої рідини (у випадку закритої схеми виконання — включається також трубопровід відведення робочої рідини до блока підготовки);
г) система підготовки робочої рідини; — обладнання для експлуатації однією свердловиною різних за характеристиками пластів.
- Група В. Обладнання для підземного ремонту, освоєння та обробки свердловин (призначене для підтримки протягом усього періоду експлуатації свердловини працездатного стану власне свердловини й обладнання, яке спущене у неї): — підйомники для спуско-підіймальних операцій на свердловині: а) привід;

б) лебідка;
в) транспортна база;
г) поліспастова система; — стаціонарні вантажопідйомні споруди: а) вишки;
б) щогли; — спуско-підіймальні агрегати: а) транспортна база;
б) силовий привід;
в) трансмісійна лебідка;
г) поліспастова система;
д) вишка;
е) стелажі;
ж) засоби механізації спуско-підіймальних операцій із трубами, штангами, кабелем;
з) допоміжний інструмент; — обладнання для ремонту свердловин під тиском: а) обладнання для задавлювання насосно-компресорних труб і штанг під тиском;
б) пристрій для герметизації устя свердловини;
в) гідрофіковані засоби механізації; — обладнання для ліквідації відкритих фонтанів: а) маніпулятори;
б) протипожежна дистанційно керована техніка;
г) гідронатаскувачі; — обладнання для промивання свердловин: а) пересувні промивальні агрегати;
б) система маніфольда; — обладнання для депарафінізації свердловин: а) спеціальні шкребки та інше аналогічне обладнання;
б) пересувні парогенераторні установки;
г) підземні нагрівачі; — обладнання для капітального ремонту свердловин, котре являє собою складний технологічний комплекс, до складу якого входять: а) шасі;
б) вишка;
в) талева система;
г) лебідка; система промивання;
д) ротор;
е) вертлюг;
ж) привід;
з) трансмісія та ін. — інструмент для капітального ремонту свердловин, котрий призначений для ліквідації аварій у свердловині, виправлення ствола, вилучення з нього окремих деталей, фрезерування та інших робіт.
- Група Г. Обладнання для інтенсифікації видобутку нафти і газу та збільшення нафтовіддачі пласта, яке дає змогу під час розроблення родовищ нафти й газу збільшити кількість видобутої сировини та більш повно використати підземні запаси вуглеводневої сировини: — обладнання для підготовки та нагнітання в пласт води: а) водозабір;

б) система відстоювання води;
в) системи коагулювання, хімічної та бактеріологічної обробки води;
г) насосні станції та система обв'язки;
д) енергетичне господарство; — обладнання для нагнітання в пласт газу: а) компресорні станції;
б) енергетичне хазяйство;
в) система підготовки газу;
г) системи контролю та регулювання; — обладнання для гідравлічного розриву пласта: а) насосні агрегати;
б) піскозмішувальні агрегати;
в) агрегати для транспортування води і піску;
д) система маніфольда;
е) нагнітальна арматура; — обладнання для кислотної обробки свердловини: а) кислотовози;
б) насосні агрегати;
в) система маніфольда;
г) нагнітальна арматура; — обладнання для термічної дії на пласт: а) водопідігрівачі;
б) парогенератори;
в) агрегати для відпалювання пласта;
г) електричні нагрівачі.
- Група Д. Обладнання та споруди для збирання продукції свердловин і розділення її на фракції, котре дозволяє розділяти вуглеводневу сировину, яка видобувається, на нафту, газ, воду й домішки: — обладнання для розділення продукції свердловин на фракції: а) відстійники;

б) сепаратори;
в) обв'язка;
г) запірна арматура;
д) засоби контролю та керування;
е) запірна апаратура; — обладнання для підготовки товарної нафти, котре призначене для остаточного відділення залишків води у нафті, видалення з неї солей: а) деемульгатори;
б) системи підігріву нафти;
в) електрообладнання та ін.; — перекачувальне обладнання. До його складу входять: а) насосні перекачувальні станції;
б) компресорні станції;
в) обв'язка та контрольно-вимірювальна апаратура;
г) регулювальна апаратура;
д) системи автоматики; — обладнання для зберігання нафти. До цієї групи машин входять: а) ємності для накопичення та зберігання нафтопродуктів;
б) системи вловлювання легких фракцій;
в) вимірювальні та контролюючі системи;
г) ємності для зберігання газу і газового конденсату та ін.; — трубопровідні комунікації. До цієї групи машин входять: а) трубопроводи;
б) запірні пристрої;
в) контролюючі пристрої.
- Група Е. Обладнання для експлуатації морських нафтових і газових пластів, котре відрізняється високим ступенем складності та швидкими темпами вдосконалювання конструкцій технологічного обладнання: — кущові стаціонарні платформи; — центральні стаціонарні платформи; — опори стаціонарних платформ; — блоки технологічного обладнання; — експлуатаційне обладнання; — підводне обладнання; — обладнання для наливання нафти в танкери.

## Вплив агресивних компонентів на корозію нафтогазопромислового обладнання
Основними агресивними агентами у природному газі є сірководень і вуглекислий газ, активність яких проявляється лише за наяв-ності вологи в газі та утворенні плівки води на поверхні металу. Поява сірководню в газі обумовлена біогенними і геологічними чинниками, характерними для нафтового або газового родовища та умов його залягання. Насичення газу вологою пов'язане із впливом підошовних алювіальних вод покладу. Особливу агресивність у цих умовах проявляє газ, в якому присутній окиснювач — повітря або кисень.
Основними чинниками, що впливають на швидкість руйнування внутрішньої поверхні збірних промислових газопроводів та іншого обладнання є: концентрація у газі сірководню, вуглекислого газу і кисню, парціальний тиск Н2S і СО2 у газі, ступінь насичення газу вологою, температура, загальний тиск і швидкість руху газу. Характер і розподіл корозії у газопроводі залежать також від рельєфу місцевості, якою він пролягає.
Внаслідок спільного впливу зазначених чинників на внутрішній поверхні газопроводу розвивається загальна корозія металу. Характерною особливістю протікання сірководневої корозії у вологому газі є те, що частина атомів водню, що виділяються, не з'єднується у молекули і проникає в метал (явище водневої крихкості). У газопроводах, що транспортують газ під високими тисками (50 — 60 кгс/см2) із домішкою вологи і сірководню, воднева крихкість сталі зазвичай проявляється значно раніше загальної корозії .
Концентрація сірководню у газі істотно впливає на виникнення та ступінь корозії внутрішньої поверхні газопроводу. Вважають, що в повністю насиченому вологою газі вміст сірководню 0,005 г/м3 є нижньою межею, при якій корозія металу ще невелика. Однак вирішальним чинником є парціальний тиск сірководню у газі. Наприклад, ступінь корозійних пошкоджень металу при тиску 65 кгс/см2 і вмісті сірководню 0,1 г/м3 еквівалентна ступеню корозійних пошкоджень того ж металу при нормальному тиску і вмісті сірководню 6,5 г/м3.
При зміні загального тиску газу у газопроводі швидкість корозії за наявності сірководню, вуглекислого газу, кисню і вологи, зазвичай, зростає пропорційно збільшенню тиску. Це пояснюють тим, що зі зростанням тиску підвищується концентрація агресивних агентів в одиниці об'єму, що призводить до збільшення їхньої маси, яка діє на одиницю поверхні металу.
Своєрідний вплив на процес сірководневої корозії у газопроводі спричиняє вологість і температура. Газ із домішкою сірководню за відсутності вологи практично не впливає на метал. Природний газ із відносною вологістю 60 — 80 % і з високою концентрацією сірководню (понад 10 %) практично не спричиняє корозії, оскільки сульфідна плівка, що утворюється на поверхні, є до певної міри захисною. У процесі розвитку корозії ця плівка змінює свою структуру і із захисної перетворюється на стимулятор корозії. Тому при відносно великому вмісті вологи у газі та тривалому контакті металу із середовищем сульфідна плівка поступово товщає з утворенням об'ємних продуктів сульфіду заліза. Сульфід має пухку структуру з розвиненою системою капілярів і добре змочується водою, так як його поверхня має гідрофільні властивості. Внаслідок цього водяна пара, яка не досягла тиску насичення по відношенню до плоскої поверхні, може виявитися пересиченою до рідкої фази, що знаходиться у капілярах. Волога з газу конденсуватиметься у порах і капілярах, заповнюючи їх електролітом.
Для початку протікання корозійного процесу достатньо утворення на поверхні металу шару води товщиною всього 20 — 30 молекул. Очевидно, такий шар води на поверхні, що кородує, у присутності сульфіду може виникнути навіть тоді, коли система металсульфід стикається з газом, в якому пружність парів вологи нижча пружності насиченої пари. Корозія у тонких шарах електроліту, в умовах високої концентрації сірководню призведе до поступового руйнування металу та утворення все більшої за об'ємом маси сульфіду, що має іншу структуру й інші властивості стосовно стимулювання корозії.
Вплив температури на корозійний процес підпорядковується закономірностям електрохімічної кінетики  зі зростанням температури швидкість корозії збільшується, а зі зниженням  зменшується. Однак, за наявності вологи у газі корозійна активність газового середовища залежить від перепаду температур, оскільки при зниженні температури створюються умови для пересичення газу вологою і конденсації її на поверхні металу. З підвищенням температури газу, що транспортується, його відносна вологість зменшується, умови для конденсації води погіршуються, інтенсивність корозії знижується.
Помітний вплив на корозію внутрішньої поверхні газопроводів створює швидкість руху газу. При відносно малій швидкості основний вплив газу пов'язаний з перенесенням по трасі газопроводу продуктів корозії та накопиченням їх у місцях зварних швів і в кінцевих ділянках газопроводу. Підвищення швидкості руху газу сприяє винесенню сконденсованої рідини і розподілу її по всій поверхні, що може призвести до утворення на поверхні металу тонких шарів вологи, в яких швидкість корозії різко підвищується. При високих швидкостях руху газу (15 — 20 м/с), можливим є розрив таких плівок, видалення їх з поверхні металу разом із продуктами корозії. Ймовірно, цим пояснюється зменшення корозійних пошкоджень внутрішньої поверхні газозбірних трубопроводів (шлейфів) при використанні труб малих діаметрів і збільшенні швидкості газу, що транспортується.
Рідкий конденсат безпосереднього не впливає на корозійне руйнування металу, але його присутність у рідині, що конденсується з газу, надає їй специфічних властивостей.
Таким чином, усередині газопроводів, якими транспортують сірководневмісні гази, протікає своєрідна корозія, що відбувається як у плівці рідини різної товщини, так і в рідині, що безперервно конденсується із газу. Остання, стікаючи по похилій поверхні труб до знижених місць газопроводу, накопичується у цих місцях і призводить до ще однієї форми загальної корозії — корозії в об'ємі електроліту. Досвід експлуатації газозбірних мереж, якими транспортують сірководневмісні гази показав, що найбільше піддаються руйнуванню знижені місця на трасі газопроводу, тобто ті ділянки, де накопичується рідина, що конденсується з газу.
Так, газозбірні вакуумні колектори найшвидше виходять з ладу на тих ділянках, де накопичується конденсат, що випадає з газу.
Характерним для промислових газопроводів є відкладення в них продуктів корозії та елементарної сірки, яка виділяється внаслідок окиснення сірководню киснем повітря. Перетин труб при цьому настільки знижується, що настає їх повне закупорювання.
Отже, корозійна ерозія труб відмічається внаслідок хімічного впливу на метал рідин, що протікають трубою при високих швидкостях (наприклад, це може мати місце у свердловинах, у продукції яких є вуглекислий газ та органічні кислоти). Якщо на поверхні металу створюється міцна плівка продуктів реакції, то можливо, що корозія поступово мимовільно припиниться. Однак рухомі газорідинні суміші (ГРС) можуть видаляти плівку, і процес корозії буде продовжуватися безперервно, зменшуючи товщину стінки труби (у цьому випадку зазвичай кородує не вся поверхня труби, а тільки окремі ділянки, де є нерівності і всілякі заглиблення).
Слід відзначити роль вуглекислого газу на процес корозії нафтогазопромислового обладнання.

## Боротьба з корозією нафтогазовопромислового обладнання
Боротьба з корозією — це продовження терміну служби нафтогазопромислового обладнання, зниження експлуатаційних витрат на його ремонт, покращення техніко-економічних показників видобутку та підготовки нафти і газу на промислах; крім того — це охорона навколишнього середовища, водойм і річок від забруднення нафтою, газом і супутніми відходами при видобутку нафти і газу наприклад, стічною водою.
Боротьба з корозією нафтогазовопромислового обладнання здійснюється за кількома напрямками:
 застосування інгібіторів корозії;
 нанесення лакофарбових і стійких металевих покриттів на поверхню металу, що захищається;
 застосування полімерних матеріалів;
 застосування стійких до корозії металевих сплавів на основі нержавіючих сталей.
Сучасні методи протикорозійного захисту поділяються на: — технологічні; — спеціальні.
При вирішенні питань вибору методу захисту від корозії необхідно враховувати і наявність у видобувній продукції свердловин хімічних реагентів, що застосовуються для інтенсифікації видобутку нафти і газу та збільшення нафтогазоконденсатовіддачі пластів, інгібіторів соле- і парафіновідкладень, агресивність видобутої продукції, а також техніко-економічну доцільність їх застосування.
До технологічних методів захисту обладнання і трубопроводів від корозії відносять заходи запобіжного характеру, спрямовані на збереження початково низьких корозійних властивостей середовища. Технологічні методи носять комплексний характері і прийнятні на всіх об'єктах. Основними протикорозійними заходами цього методу є: використання закритих систем збирання при видобуванні та підго-товці нафти; створення стабільних термодинамічних умов; створення режиму дисперсно-кільцевої течії потоку ; уникнення змішування вуглеводневої продукції свердловин із тією, що містить сірководень.
До спеціальних методів захисту відносять: застосування інгібіторів корозії, бактерицидів, неметалевих матеріалів, лаків і фарб; обладнання установок і трубопроводів із катодним і протекторним захистом.
Найефективнішим методом захисту від корозії нафтогазопро-мислового обладнання є метод захисту із застосуванням інгібіторів корозії. Цей захист, заснований на властивості інгібітора пригнічувати корозійні процеси до рівня, при якому зберігається висока надійність устатковання, що експлуатується. До кожного виду агресивного середовища слід підбирати індивідуальний інгібітор корозії.
Інгібітори корозії, залежно від спрямованої їх дії на агресивні компоненти, що спричиняють корозію металу (сірководень, кисень, вуглекислота, сульфат-відновлюючі бактерії (СВБ) та їх комплексна присутність) поділяються на:
 інгібітори сірководневої корозії;
 інгібітори кисневої корозії;
 інгібітори вуглекислотної корозії;
 комплексні інгібітори (сірководневої, вуглекислотної та кисневої корозії);
 бактерициди.
На сьогодні є різні способи інгібіторного захисту нафтогазопромислового обладнання та свердловин:
 безперервне введення розчину інгібітора у середовище, що видобувається або транспортується;
 періодична обробка технологічного та свердловинного обладнання концентрованим розчином інгібітора;
 закачування інгібітора у пласт;
 закачування інгібітора у затрубний простір свердловини, обладнаної пакерами тощо.
Подача інгібітора здійснюється спеціальними пристроями, що забезпечують:
 автоматичне або напівавтоматичне введення інгібітора у свердловину в часових інтервалах;
 автоматичну подачу інгібітора корозії залежно від витрати свердловинної продукції, що видобувається;
 мимовільну подачу інгібітора;
 подачу інгібітора корозії під тиском середовища.
Так, наприклад, на родовищах із підвищеним вмістом вуглекислого газу та сірководню реалізується здебільшого пакерна конструкція свердловин. Пакер ізолює міжтрубний простір свердловини, в якому знаходиться інгібітор корозії, що забезпечує надійний захист від корозії зовнішньої поверхні НКТ і внутрішньої поверхні обсадних труб. Це, в свою чергу, дозволяє знизити розтягувальні навантаження, що діють на НКТ, і зменшити ймовірність сульфідного розтріскування труб.
Інгібування свердловин, обладнаних пакерами, проводиться такими способами:
 закачуванням інгібітора у пласт;
 доставкою інгібітора на вибій у желонці;
 заміною рідини в НКТ 2%-им розчином інгібітора у вуглеводні або у воді з доставкою його у подальшому до вибою свердловини.
При експлуатації свердловин, не обладнаних пакером, подача інгібітора здійснюється закачуванням ударної дози інгібітора у затрубний простір насосних свердловин та його циркуляцією по НКТ (зазвичай об'єм інгібітора становить два об'єми свердловини). У фонтанних свердловинах подача інгібітора корозії здійснюється переважно безперервно за допомогою дозувального насоса. Спочатку закачується ударна доза інгібітора з подальшим переходом на безперервну обробку з меншим дозуванням.
На газліфтних свердловинах подача інгібітора здійснюється через форсунку розпиленням його безперервно або періодично.
При утворенні гідратів у свердловинах, продукція яких містить агресивні компоненти, подача інгібітора корозії здійснюється або спільно з інгібітором гідратоутворення, або окремо.
Захист газопромислових комунікацій інгібіторами залежить переважно від ураження їх корозією і може здійснюватися введенням інгібіторів шляхом диспергування по довжині трубопроводу за допомогою конфузорних вставок. Газопроводи, якими транспортується неочищений газ, захищаються від корозії шляхом подачі у середовище, що транспортується, інгібітора, який вводиться при осушуванні газу, причому періодично здійснюється додаткове інгібування газопроводу.
Вибір матеріалу труб, які застосовуються для спорудження трубопроводів, що транспортують агресивні середовища, проводиться з урахуванням ступеня агресивності середовища, категорії трубопроводів та їх ділянок, діаметрів, температури і тиску експлуатації.